# Porites compressa
Porites compressa  là một loài san hô trong họ Poritidae. Loài này được Dana mô tả khoa học năm 1846.